# SMS Königsberg (1905)
«Кёнигсберг» (нем. SMS Königsberg, Корабль Его Величества «Кёнигсберг») — бронепалубный крейсер одноимённого типа, служивший в составе Императорских ВМС Германии. Заложен в начале 1905 года, спущен в декабре того же года, в состав ВМС введён в июне 1906 года. Был вооружён десятью орудиями калибра 105 мм и развивал скорость до 24 узлов. Назван в честь столицы Восточной Пруссии города Кёнигсберга. Вскоре после вступления в строй сопроводил в Великобританию императорскую яхту с кайзером на борту. В апреле 1914 года направлен в Германскую Восточную Африку, после начала Первой мировой войны остался там. Первое время действовал против британского и французского судоходства, однако за время рейдерства потопил единственное судно. Действия крейсера сковывала нехватка угля.
В ходе сражения у Занзибара 20 сентября 1914 года метким огнём потопил британский крейсер «Пегасус». После боя «Кёнигсберг» зашёл в дельту реки Руфиджи, поскольку паровым машинам крейсера требовался ремонт. Ещё до завершения ремонта корабль был обнаружен британскими крейсерами. Британские корабли, осадка которых не позволяла им войти в дельту, блокировали «Кёнигсберг». В дальнейшем британцы предприняли несколько безуспешных атак на крейсер, пока, наконец, к дельте не прибыли два мелкосидящих британских монитора — «Мерси» и «Северн». 11 июля 1915 года мониторы проникли в дельту и завязали бой с «Кёнигсбергом», в ходе которого крейсер был уничтожен. Германские моряки сумели снять с крейсера часть оборудования и все десять 105-мм орудий, которые затем были использованы в боях на суше. В середине 1960-х годов остов корабля был поднят и разрезан на металл.

## Строительство

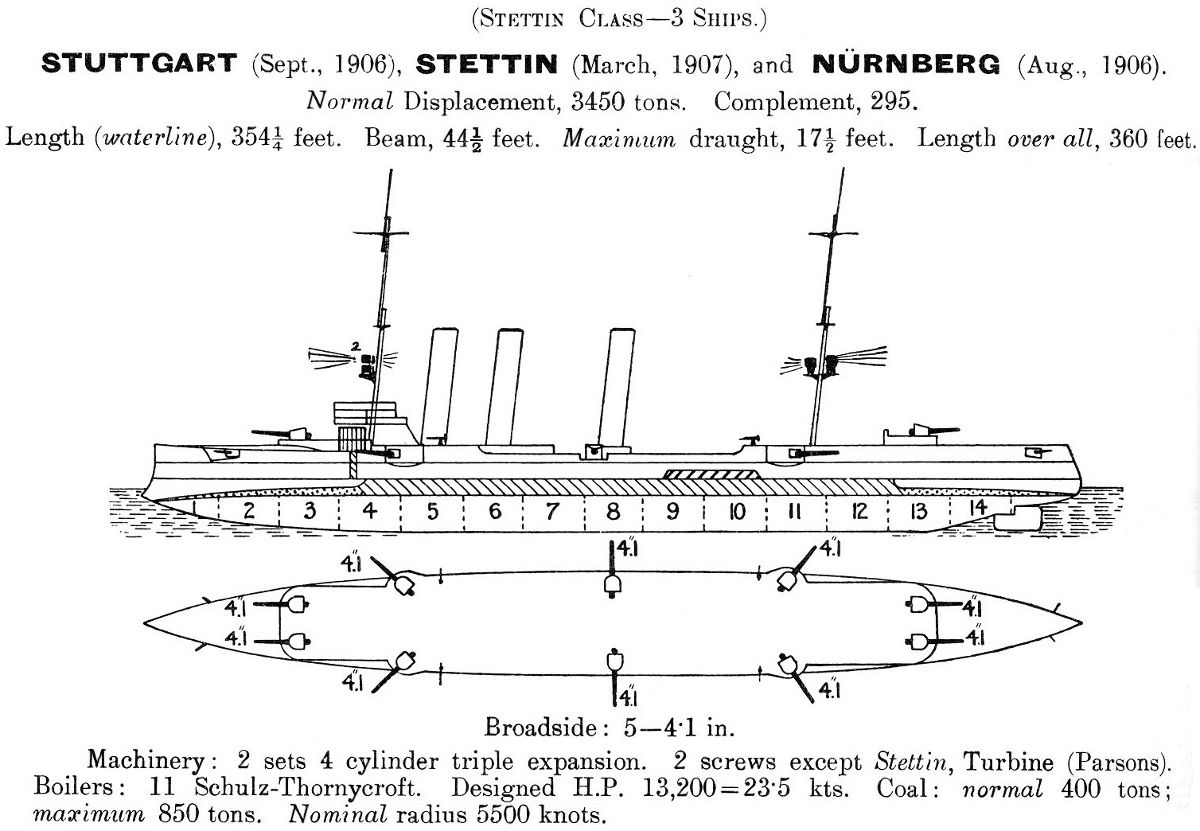
Чертёж бронепалубного крейсера типа «Кёнигсберг»

Будущий «Кёнигсберг» был заказан в рамках кораблестроительной программы 1903—1904 годов под условным именем «Эрзац Метеор». 12 января 1905 года заложен на императорской верфи в Киле. 12 декабря того же года спущен на воду. 6 апреля 1907 года вошёл в состав Флота открытого моря.
Длина корабля составляла 115,3 метра, ширина — 13,2 метра, осадка — 5,29 метра. Полное водоизмещение составляло 3814 тонн. Энергетическая установка состояла из двух трёхцилиндровых паровых машин тройного расширения и одиннадцати паровых котлов системы Шульца-Торникрофта. В качестве топлива для котлов использовался ископаемый уголь. Наибольшая скорость хода составляла 24,1 узла (44,6 км/ч); дальность плавания — 5750 морских миль на скорости 12 узлов. Экипаж состоял из 322 человек: 14 офицеров и 308 матросов.
Корабль был вооружён десятью 105-миллиметровыми орудиями SK L/40. По два орудия располагались на носу и на корме, оставшиеся шесть — по три на каждом борту. Максимальный угол возвышения орудий составлял 30°; дальность стрельбы — до 12 200 метров, боекомплект на орудие — 150 снарядов. Позднее на крейсер установили два 88-миллиметровых орудия. Торпедное вооружение крейсера состояло из двух 450-миллиметровых торпедных аппаратов с пятью запасными торпедами. Толщина брони палубы достигала 30 миллиметров, боевой рубки — 100 миллиметров.

## Служба

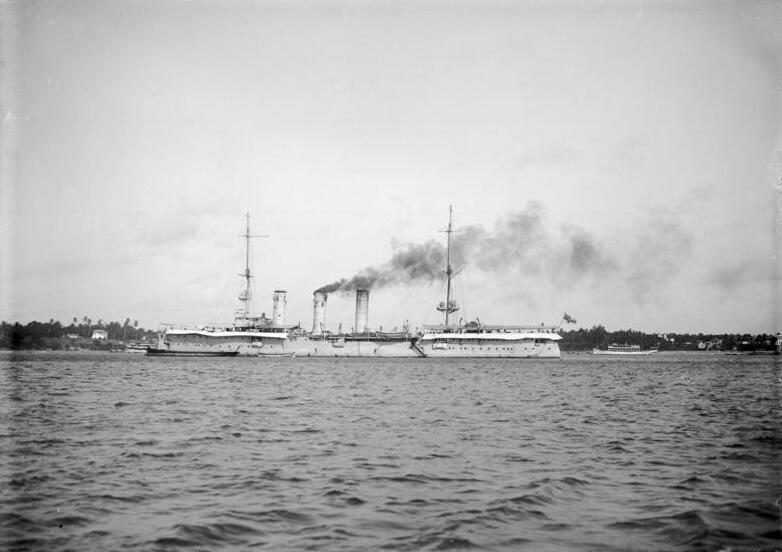
«Кёнигсберг» в Багамойо (июнь 1914 года)

Вскоре после вступления в строй «Кёнигсберг» вошёл в состав эскорта императорской яхты «Гогенцоллерн», на которой Вильгельм II отправился в Великобританию с официальным визитом. Позднее крейсер посетил Ирландию и Испанию. В 1911 году «Кёнигсберг» участвовал в торжествах по случаю коронации Георга V. В июне того же года корабль отправили на верфь, где он должен был пройти переоборудование для действий в тропиках.
В 1913 году германская колония в Восточной Африке запросила замену устаревшему крейсеру «Гейер», стоявшему стационером в Дар-эс-Саламе. Германское адмиралтейство выбрало в качестве замены «Кёнигсберг». 1 апреля 1914 года командиром корабля был назначен фрегаттенкапитен Макс Лооф. Через три с половиной недели, 25 апреля 1914 года, «Кёнигсберг» отправился из Киля в Германскую Восточную Африку, где ему предстояло находиться в течение двух лет. Крейсер пересёк Средиземное море с заходом в испанские и итальянские порты, прошёл Суэцкий канал и прибыл в Аден. 6 июня 1914 года крейсер прибыл в Дар-эс-Салам, где был восторженно встречен немецкими колонистами и туземцами, восхищёнными внешним видом корабля. Местные жители оценивали мощь корабля по числу его дымовых труб, и потому три трубы «Кёнигсберга» произвели на них сильное впечатление. Африканцы тут же дали крейсеру прозвище «Воин с тремя трубками» (суахили Manowari na bomba tatu).
Следующие несколько недель корабль Лоофа «показывал флаг» в Багамойо, Линди и Танге и проводил артиллерийские стрельбы. В условиях назревавшей в Европе войны Лооф получил приказ погрузить уголь и выйти в море 31 июля. На выходе из порта крейсер был перехвачен британскими крейсерами «Астра», «Хайасинт» и «Пегасус», однако война ещё не была объявлена, и Лооф сумел оторваться от преследования, воспользовавшись преимуществом в скорости и дождевым шквалом. 4 августа радиостанция Дар-эс-Салама передала Лоофу известие о событиях в Сараево и начале войны. 5 августа корабль достиг Адена. На следующий день транспорт «Сомалия» с грузом угля покинул Дар-эс-Салам и направился к крейсеру, избежав встречи с англичанами (они прибыли в порт 8 августа).

### Первая мировая война
С началом войны командование Имперских ВМС приказало Лоофу атаковать британское судоходство в районе входа в Красное море. Выполнению поставленной задачи мешала острая нехватка топлива: британцы скупили весь уголь в Португальской Восточной Африке и не выпустили из Дар-эс-Салама угольщик «Кёниг», шедший с грузом для «Кёнигсберга». Экипаж крейсера вынужден был теперь досматривать каждое судно: сначала они перехватили японский корабль, капитан которого перевозил груз якобы по приказу англичан; затем встретили немецкие пароходы «Цитен» и «Ганза», убедив их не входить в Суэцкий канал. Вскоре «Кёнигсберг» отправился вслед за немецким грузовым кораблём «Гольденфельс», офицеры которого недавно встретили британский крейсер и якобы вступили в сговор с англичанами.
6 августа близ побережья Омана «Кёнигсберг» перехватил британское судно «Сити оф Уинчестер», шедшее из Индии с грузом угля. Досмотровая партия доложила, что британцы везут низкокачественный уголь («Бомбейский хлам»), непригодный для котлов «Кёнигсберга». Лооф приказал заложить под машину и котлы судна подрывные заряды и потопить его. Артиллеристы крейсера успешно пустили «Сити оф Уинчестер» на дно, заодно поупражнявшись в меткой стрельбе. На следующий день, когда на крейсере оставалось лишь 14 тонн угля, «Кёнигсберг» встретил «Сомалию» и принял с неё 850 тонн угля, после чего направился к Мадагаскару. Прибыв на место, «Кёнигсберг» не обнаружил ни британских, ни французских судов. 23 августа крейсер вновь принял с «Сомалии» уголь, запасов которого теперь хватало по крайней мере на четыре дня крейсерства.
Тем временем британская эскадра обстреляла Дар-эс-Салам и разрушила германскую радиостанцию. Капитан «Сомалии», хорошо знавший здешние воды, предложил Лоофу спрятать крейсер в дельте реки Руфиджи. До войны капитан участвовал в картографической экспедиции, в ходе которой неожиданно выяснилось, что воды Руфиджи довольно глубоки. Флот оценил знания капитана и он был зачислен на службу и назначен лоцманом «Кёнигсберга». 3 сентября 1914 года во время прилива крейсер вошёл в устье и начал подниматься вверх по реке. На берегах реки были организованы соединённые телеграфными линиями наблюдательные пункты, в задачу которых входило немедленно сообщить о приближении британцев.
19 сентября 1914 года поступило сообщение, что в гавань Занзибара вошёл двухтрубный корабль. Лооф предположил, что этим кораблём мог быть один из британских крейсеров: «Астра» или «Пегасус» (последний как раз и являлся тем самым кораблём). Британский крейсер зашёл в порт, нуждаясь в ремонте машин. «Кёнигсберг» уже наполнил угольные ямы топливом, принятым с транспортов из Дар-эс-Салама, и Лооф решил действовать немедля. Вместе с полуденным приливом крейсер покинул дельту и направился на север к Занзибару. На рассвете следующего дня «Кёнигсберг» внезапно появился в порту Занзибара и в течение 20 минут залпами обстреливал неподвижный «Пегасус». В британский крейсер попало около двухсот снарядов и он начал тонуть, 31 человек погиб и 55 были ранены. На выходе из гавани «Кёнигсберг» обстрелял сторожевой корабль «Хельмут», повредив его машину, и разрушил местную радиостанцию.

#### Бой на Руфиджи

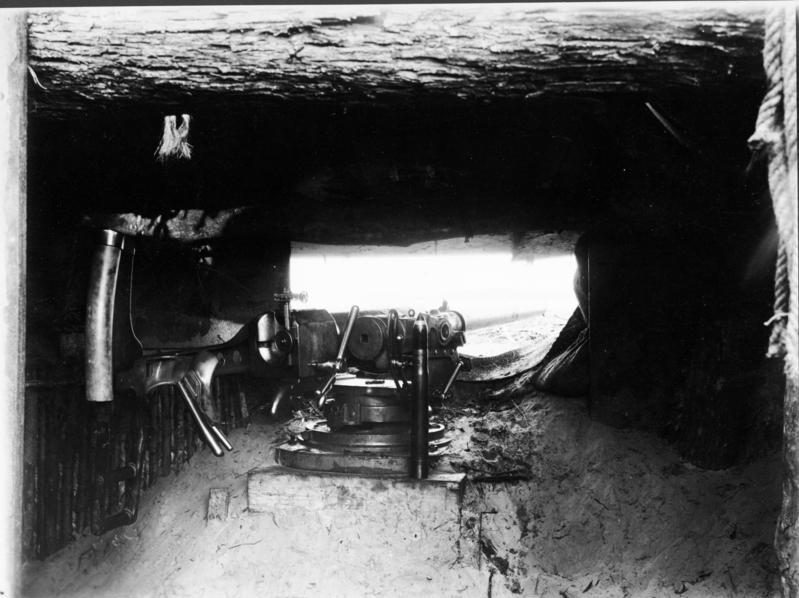
Орудие «Кёнигсберга» спрятано в дельте

Командир «Кёнигсберга» намеревался атаковать вражеское судоходство близ берегов Южной Африки, рассчитывая захватить запасы угля, которых бы хватило для прорыва в Германию. Планам Лоофа помешало плачевное состояние котлов крейсера, интенсивно эксплуатировавшихся в условиях недостаточного ремонта. «Кёнигсберг» вернулся в дельту Руфиджи и прибыл в город Салеле, где корабль перекрасили в защитные цвета. На берегу были организованы усиленные солдатами и полевой артиллерией опорные пункты, обеспеченные телеграфными линиями и сетью передовых наблюдателей. Инженерная команда начала разбирать повреждённые котлы, а Лооф отдал приказ отвезти их в Дар-эс-Салам (160 км от Салеле) на деревянных повозках. Для большей защиты корабля в дельте даже были расставлены морские мины.
Тем временем британцы усилили свои патрули и бросили большую часть своих сил в Восточной Африке на поиск «Кёнигсберга». Группа кораблей под командованием капитана Сиднея Дрюри-Лоу получила задание найти и уничтожить злополучный немецкий крейсер. 19 октября крейсер «Чатам» обнаружил немецкое судно «Президент» близ Линди, и англичане устроили обыск на корабле. Им удалось найти документы, согласно которым экипаж транспорта передал запасы угля «Кёнигсбергу» и «Сомалии», скрывавшимся в дельте Руфиджи. Группа кораблей в составе крейсеров «Чатам», «Дартмут» и «Веймут» заблокировали дельту, отрезав германскому крейсеру пути к отступлению.

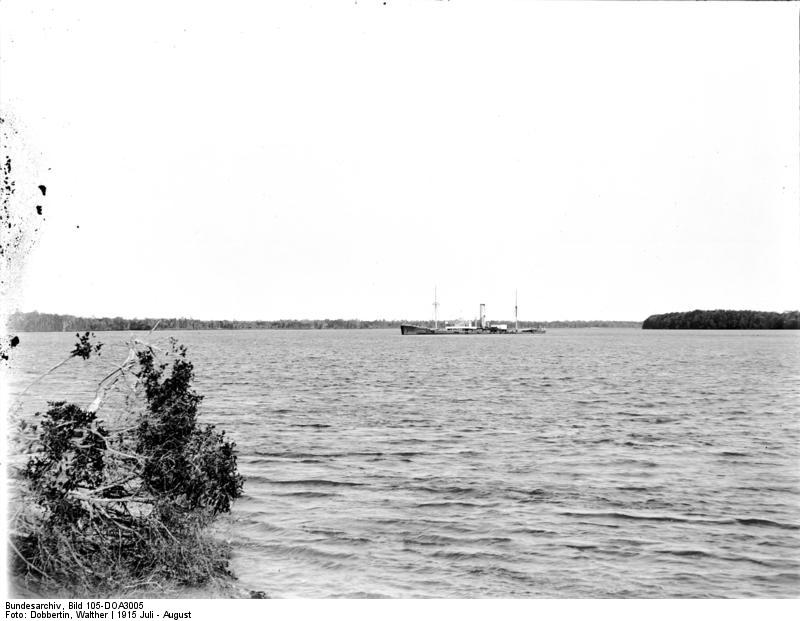
Судно «Ньюбридж», которое затопят в дельте Руфиджи

Защиту «Кёнигсбергу» обеспечивали глубокие мангровые болота, которые защищали его от британских снарядов и меняли траекторию их полёта. Впрочем, британцы не отказывались от намерений потопить корабль: угольное судно «Ньюбридж» ими же было специально затоплено и превратилось в огромную подводную преграду для немецкого крейсера. Попытки немцев помешать британцам осуществить свой план не увенчались успехом. Хотя немцы могли попытаться выйти по другим речным каналам, где они заложили поддельные морские мины, капитан Лооф посчитал, что выбраться по другим путям невозможно, и решил просто отойти как можно дальше вверх по реке, чтобы запутать британцев и дождаться их отступления. Он рассчитывал оттянуть на себя как можно больше британских кораблей, что ослабило бы силы англичан.
Пилот из Южной Африки по имени Денис Катлер был принят в состав КВМС Великобритании и предоставил гидросамолёт собственной конструкции в пользование войск Британской империи. В составе КВМС он к тому моменту дослужился до звания лейтенанта, и 15 ноября 1914 года получил разрешение совершить взлёт с борта крейсера «Четхэм». Катлер взлетел 19 ноября для разведки над дельтой и поиска немецкого судна. Основываясь на разведданных, полученных Катлером, британцы отправили пару бомбардировщиков «Сопвич» и три разведывательных самолёта «Шорт»: первые должны были совмещать разведку с бомбардировкой (если таковое было возможным), вторые должны были успеть сфотографировать крейсер со всех возможных ракурсов, избежав жары и немецкого обстрела.
В ноябре британцы поставили на старый броненосец «Голиаф» 12-дюймовые орудия, которыми рассчитывали потопить немецкий бронепалубный крейсер, но сильная качка помешала им даже прицелиться и подобраться на нужную дистанцию. В декабре оберст-лейтенант (подполковник) Пауль Эмиль фон Леттов-Форбек попросил членов экипажа «Кёнигсберга» покинуть крейсер и сойти на сушу, чтобы снизить расходы припасов и отвлечь британские колониальные силы. На корабле осталось всего 220 человек, но этого не хватало для полного контроля над кораблём и возможности прорваться к морю. 23 декабря несколько британских кораблей рискнули подойти к дельте и обстреляли «Сомалию», однако после ответного огня немцев отступили.

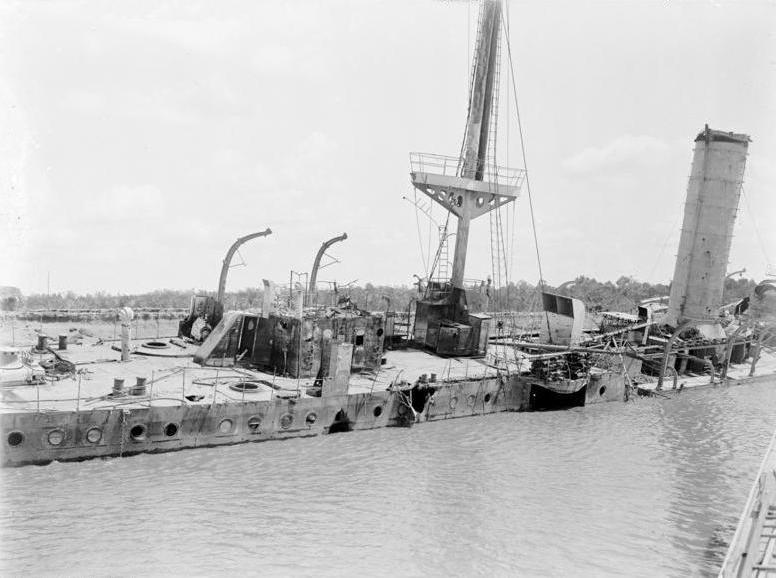
Полузатонувший «Кёнигсберг». Орудия уже демонтированы.

Условия жизни ухудшались день ото дня: запасы продовольствия, вооружения, угля и медикаментов подходили к концу, британцы не позволяли судну прорваться на свободу, а большая часть моряков заболела малярией и другими тропическими болезнями. Отрезанные от остального мира, моряки постепенно приходили в уныние. Надежда на возвращение в Атлантику появилась после того, как немцы захватили британское судно «Рубенс». Лооф предложил хитрый план побега.
Немцы, используя оставшееся оборудование, перекрасили захваченный корабль, официально по документам присвоили ему имя «Кронборг», установили датские вымпелы и подобрали команду немецких моряков, владевших датским языком. Успешно прорвавшись в море, корабль наткнулся на британский крейсер «Хайасинт», проследовал в залив Манза и был потоплен после непродолжительной схватки. Хотя британцы сожгли корабль дотла, большую часть груза немцы спасли и перевезли по железной дороге или благодаря носильщикам обратно на корабль.
В апреле 1915 года британское Адмиралтейство утвердило план Дрёри-Лоу по ликвидации немецкого судна, который был составлен ещё в ноябре. Согласно этому плану, корабль предполагалось потопить только путём привлечения мониторов. Два таких монитора, «Мерси» и «Северн», оснащённые 6-дюймовыми орудиями, направились из Британии в Восточную Африку. 6 июля 1915 года оба монитора встретились близ побережья и вошли в устье реки, несмотря на встречный немецкий огонь. На расстоянии примерно 9100 м они остановились: с этого расстояния они могли беспрепятственно обстреливать немцев без опасности получить ответный удар. К операции привлекли и авиацию. Несмотря на эти действия, «Кёнигсберг» успешно оборонялся в течение трёх часов и вынудил англичан отступить.

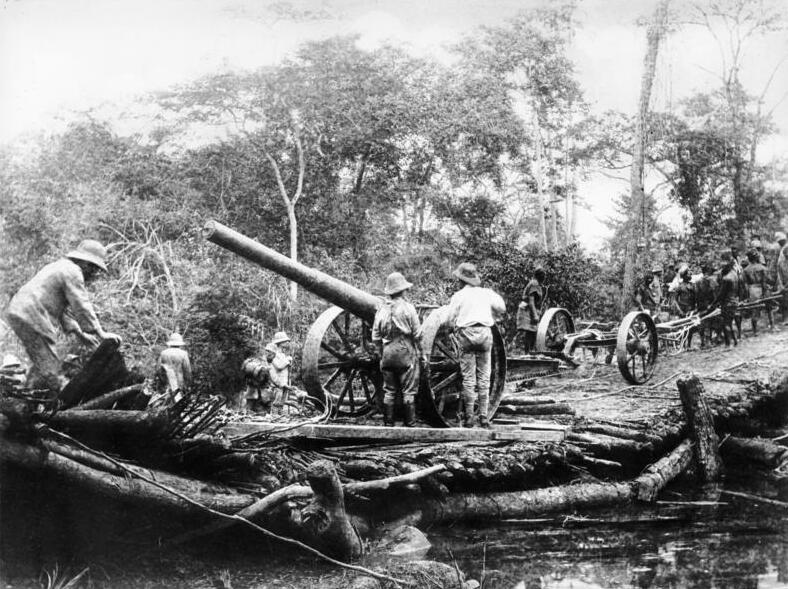
105-мм орудие «Кёнигсберга», переделанное в полевое (1916 год)

11 июля после ремонта англичане вернулись и продолжили борьбу с несдающимся крейсером. Два монитора пять часов вели обстрел, приведший к  роковым последствиям для германского крейсера. К 13:30 «Кёнигсберг» был настолько повреждён, что у него оставались в строю только два орудия, и боеприпасов хватало только на два выстрела из каждого. Один из этих снарядов был шрапнельным. Немецкие моряки перед тем, как расстаться с жизнью и крейсером, выпустили шрапнельный снаряд по британскому самолёту, и он тотчас же рухнул в реку прямо близ крейсера. Взрыв привёл к пожару на палубе, и Лооф, который не получил ни царапины за время службы, приказал открыть кингстоны. В отделении боеприпасов сдетонировали две торпеды, и корабль пошёл ко дну. Немецкие моряки даже в этот момент выкрикивали слова в поддержку кайзера и Германии и осыпали проклятиями англичан. К 14:00 корабль затонул, так и не спустив своего флага.
В ходе обстрела англичан погибли 33 немецких моряка. Оставшиеся в живых 188 немцев на следующий день провели похороны погибших. Около братской могилы была поставлена табличка с надписью «Beim Untergang S.M.S. Königsberg am 11.7.15 gefallen…» (нем. Павшим во время крушения ЕВК «Кёнигсберг» 11 июля 1915), на которой были перечислены имена всех погибших. Вооружение и всё главное оборудование удалось снять с корабля, и отряд немцев под командованием оберст-лейтенанта Пауля Эмиля фон Леттов-Форбека двинулся на Восток, продолжая войну уже на суше. За храбрость, проявленную в боях, Макс Лооф получил звание капитана цур зее и по табели о рангах де-юре стал командующим, хотя и подчинялся непосредственно фон Леттов-Форбеку.

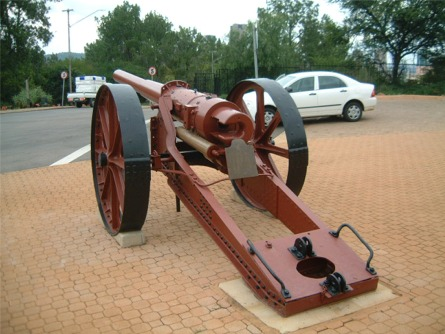
105-мм орудие «Кёнигсберга»

Орудия с крейсера были установлены на лафеты и стали самой тяжёлой артиллерией немецких войск в Африке. Некоторые из них ставились на паром «Гётцен», некоторые располагались в укреплениях. Выжившие моряки собрали так называемый «Кёнигсбергский отряд», который капитулировал 26 ноября 1917 года и был интернирован в Британском Египте. В 1919 году они вернулись в Германию и приняли участие в памятных мероприятиях, посвящённых бронепалубному крейсеру «Кёнигсберг», близ Бранденбургских ворот. Сам корабль подняли со дна только после Второй мировой войны в 1963 году, и в 1963—1965 годах его пустили на слом.